# The Rock: Stone Cold Country 2001
The Rock: Stone Cold Country 2001 è un album in studio del cantante statunitense George Jones, pubblicato nel 2001.

## Tracce
1. The Rock – 3:24 (Russell Smith, Jim Varsos)
2. Beer Run (B Double E Double Are You In?) (featuring Garth Brooks) – 3:04 (Keith Anderson, Kent Blazy, George Ducas, Amanda Williams, Kim Williams)
3. Wood and Wire – 3:49 (Kenny Beard)
4. 50,000 Names – 3:50 (Jamie O'Hara)
5. The Man He Was – 2:51 (Harley Allen, John Wiggins)
6. I Got Everything – 3:13 (Al Anderson, Jim Hoke)
7. Half Over You – 3:31 (Karen Staley)
8. I Am – 3:06 (Stewart Harris)
9. Honey Hush – 3:33 (Dean Dillon)
10. Around Here – 2:35 (Richard Fagan, Jeff Moore)
11. What I Didn't Do – 3:46 (Wood Newton, Michael Noble)
12. Tramp on Your Street – 4:14 (Billy Joe Shaver)